# Norway Cup
 (décembre 2023).

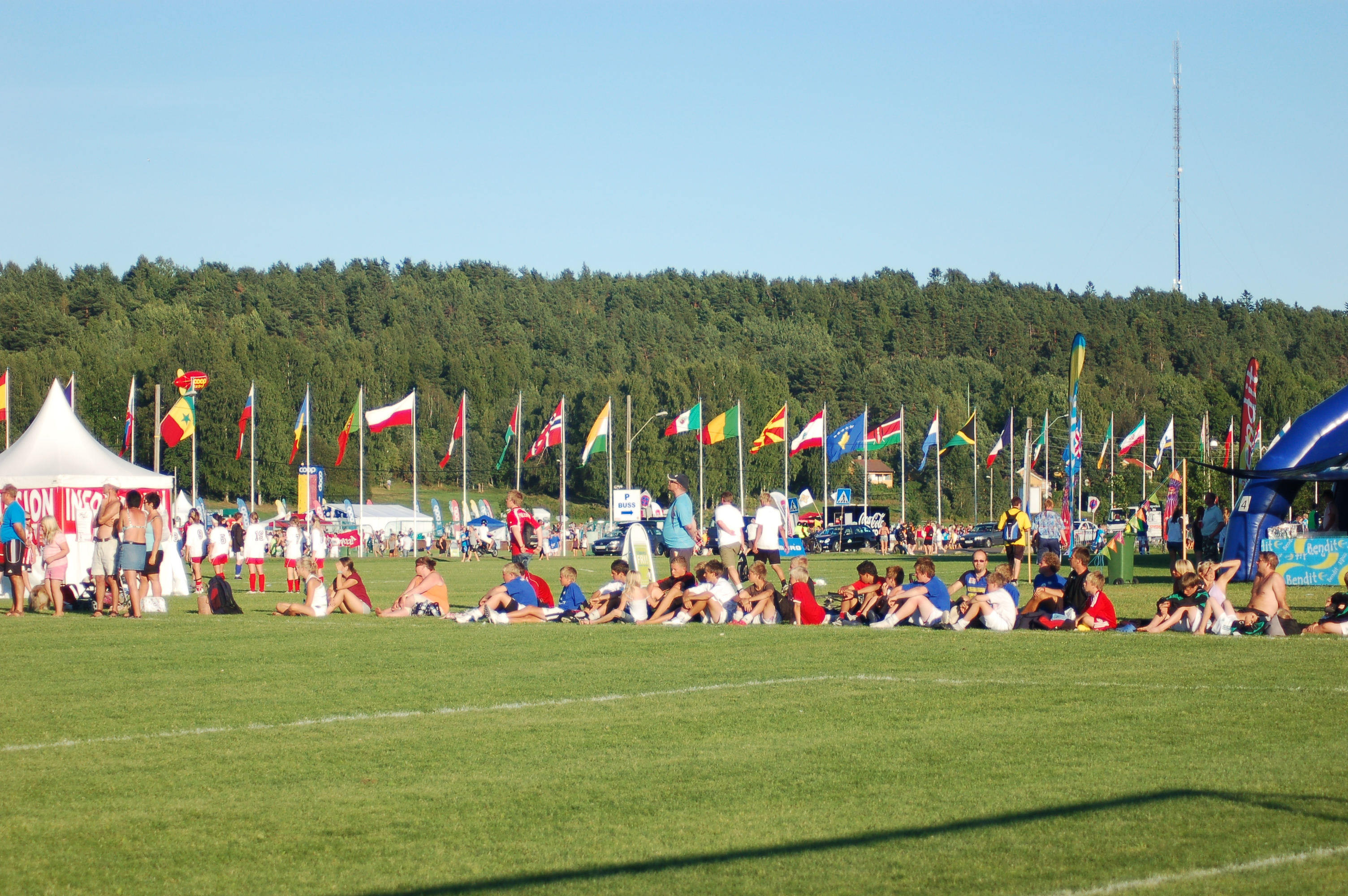
Norway Cup à Ekebergsletta, Oslo, Norvège.

La Norway Cup est un tournoi international de football qui a lieu à Oslo pour les jeunes entre 6 et 19 ans et en football 3v3 pour les 6-10 ans depuis 2016. Le tournoi est organisé depuis 1972. Il  a lieu chaque année la 31ème semaine de l'année.
Le Bækkelagets Sportsklub est l'organisateur du tournoi, avec Pål Trælvik comme secrétaire général. La plupart des matches sont joués à Ekebergsletta. Au total, environ 6 000 matches sont joués pendant la semaine.

## Participants
Au total de 1972 à 2016, 53 049 équipes ont participé au tournoi. Ces dernières années, 1 400 à 1 600 équipes y ont participé chaque année ce qui explique que le tournoi soit souvent appelé « le plus grand tournoi de football du monde ». Les participants au tournoi viennent d'environ 50 à 60 nations différentes. En 2016, la Norway Cup a atteint un nouveau record avec un total de 2 199 équipes, dont 450 ont participé au nouveau tournois 3v3, qui consiste en des matchs de 2 équipe de 3 joueurs. 

## Football féminin
En 1972, la première édition de la Coupe de Norvège a été disputée avec des équipes féminines, alors que la Fédération norvégienne de football n'a reconnu officiellement le football féminin qu'en 1976. L'Amazon Grimstad Fotballklubb de Grimstad a remporté le premier tournoi féminin de la Norway Cup. L'équipe s'est imposée 2-1 face à Idrettslaget Vestar après une séance de tirs au but.

## Joueurs professionnel
Plusieurs joueurs ayant participé à la Norway Cup ont fait du football leur profession : Caroline Graham Hansen, Erik Mykland, John Carew, Ole Gunnar Solskjær et Steffen Iversen sont quelques-uns d'entre eux[source insuffisante].

## Chanson et concert commémoratif
Le tournoi a développé son aspect culturel et, lors de la Norway Cup Show qui s'est tenu le 31 juillet 2010, une nouvelle chanson officielle de la Norway Cup est présentée : We live, we love. Elle a été créée par D'Sound.
En 2011, les matchs ont commencé le 31 juillet et ont duré jusqu'au 6 août. Une procession des roses et un concert commémoratif ont été organisés en lien avec les attaques terroristes à Oslo et sur l'île d'Utøya.

## Trophée commémoratif de Rolf Hofmo
Depuis 1975, un trophée est décerné chaque année au meilleur club norvégien. Tous les trois ans, un trophée itinérant, la Rolf Hofmo Memorial Cup, est également décerné. Elle est décernée au club ayant obtenu les meilleurs résultats au cours des trois dernières années et a été remportée pour la première fois par Start en 1978[source secondaire souhaitée].

## Prix et récompenses
La Norvège Cup a reçu un certain nombre de prix au fil des ans.
- 1993 : Prix de la jeunesse pour la paix, qui récompense la compréhension internationale chez les jeunes.
- 1995 : Prix honorifique de l'UNICEF Norvège pour le travail international en faveur de la paix parmi les enfants et les jeunes. Le prix a été reçu par le secrétaire général Frode Kyvåg (no) et Geir Fuglerud, alors directeur de BSK.
- 1997 : Prix du bénévolat décerné par le NIF aux athlètes de la Norway Cup qui ont apporté une contribution particulièrement importante au sport.
- 1998 : Prix des journalistes sportifs pour le meilleur centre de presse.
- 1999 : Frode Kyvåg reçoit le prix de la paix sportive. Ce prix a été décerné par la municipalité de Narvik et le Centre de paix de Narvik, dans le nord du pays. Le but de ce prix est d'encourager une personne associée au mouvement sportif qui a également apporté une contribution exceptionnelle à des activités humanitaires.
- 2001 : Årets Hjelpestikkerpris pour le travail social et humanitaire dans le domaine du sport de masse.
- 2002 : Prix de l'UEFA En 2002, Rigmor Andresen, la "mère de la Norway Cup", a reçu le prix de l'UEFA au nom de la Norway Cup des mains du président de l'UEFA, Lennart Johansson.
- 2005 : Frode Kyvåg a reçu la Médaille du Mérite du Roi (en) en or le 31 juillet 2005.
- 2006 : Kyvåg a été nommé "Ambassadeur d'Oslo de l'année" lors d'un déjeuner VIP à la fin de la Norway Cup.
- 2006 : Frode Kyvåg a reçu le prix Vesleblakken (no) pour son travail dans le cadre de la Norway Cup[4].
- 2007 : le prix culturel de LO pour 2007 a été décerné à Frode Kyvåg et Rigmor Andresen.
- 2008 : Rigmor Andresen a reçu le titre de « passionnée de l'année » lors du Gala des sports (no).
- 2012 : la Norway Cup a reçu le prix d'honneur lors du gala sportif de Hamar.
- 2013 : Sponsor et prix d'honneur de l'association event pour l'organisation de l'un des plus grands événements au monde pour les enfants et les jeunes.
- 2014 : Prix Peer Gynt (no). Les hommes politiques du Parlement norvégien votent pour le lauréat du prix.
- 2014 : Frode Kyvåg a reçu le prix PAN (no) décerné par le Forum de la politique sportive.
- 2014 : Prix d'honneur de la Norwegian Players' Association (en).
- 2014 : Frode Kyvåg a été nommé Citoyen d'Oslo de l'année (no) par Aftenposten.

## Tournoi année après année
| Date | Nombre d'équipes              | Meilleur club   | Trophée commémoratif de Rolf Hofmo |
| ---- | ----------------------------- | --------------- | ---------------------------------- |
| 1972 | 420                           |                 |                                    |
| 1973 | 587                           |                 |                                    |
| 1974 | 620                           |                 |                                    |
| 1975 | 710                           | Start           | Start                              |
| 1976 | Pas organisé[a]               | Pas organisé[a] | Start                              |
| 1977 | 890                           | Grorud          | Start                              |
| 1978 | 915                           | Start           | Start                              |
| 1979 | 960                           | Strømmen        | Strømmen                           |
| 1980 | 1015                          | Grorud          | Strømmen                           |
| 1981 | 1135                          | Strømmen        | Strømmen                           |
| 1982 | 1180                          | Haugar          | Grorud                             |
| 1983 | 1202                          | Strømmen        | Grorud                             |
| 1984 | 1396                          | Grorud          | Grorud                             |
| 1985 | 1204                          | Kongsvinger     | Moss                               |
| 1986 | 1189                          | Moss            | Moss                               |
| 1987 | 1096                          | Moss            | Moss                               |
| 1988 | 1116                          | Åsane           | Åsane                              |
| 1989 | 1201                          | Strømmen        | Åsane                              |
| 1990 | 1016                          | Åsane           | Åsane                              |
| 1991 | 947                           | Moss            | Skeid                              |
| 1992 | 1079                          | Skeid           | Skeid                              |
| 1993 | 1034                          | Skeid           | Skeid                              |
| 1994 | 1017                          | Kurland         | Colbotn IL                         |
| 1995 | 1228                          | Colbotn IL      | Colbotn IL                         |
| 1996 | 1286                          | ?               | Colbotn IL                         |
| 1997 | 1291                          | ?               | ?                                  |
| 1998 | 1343                          | ?               | ?                                  |
| 1999 | 1272                          | Lørenskog       | ?                                  |
| 2000 | 1258                          | Vålerenga       | Vålerenga                          |
| 2001 | 1319                          | Vålerenga       | Vålerenga                          |
| 2002 | 1384                          | ?               | Vålerenga                          |
| 2003 | 1395                          | Grei            | Lørenskog                          |
| 2004 | 1420                          | Lørenskog       | Lørenskog                          |
| 2005 | 1535                          | Vålerenga       | Lørenskog                          |
| 2006 | 1509                          | Vålerenga       | Vålerenga                          |
| 2007 | 1471                          | Lørenskog       | Vålerenga                          |
| 2008 | 1376                          | Vålerenga       | Vålerenga                          |
| 2009 | 1415                          | Lyn             | Lyn                                |
| 2010 | 1364                          | KFUM Oslo       | Lyn                                |
| 2011 | 1324                          | KFUM Oslo       | Lyn                                |
| 2012 | 1610                          | Lørenskog       | Lyn                                |
| 2013 | 1450                          | Sotra           | Lyn                                |
| 2014 | 1560                          | Lyn             | Lyn                                |
| 2015 | 1646                          | Molde           | ?                                  |
| 2016 | 2199                          | kolbotn IL      | ?                                  |
| 2017 | ?                             | KFUM            | ?                                  |
| 2018 | ?                             | ?               | ?                                  |
| 2019 | 1705                          | ?               | ?                                  |
| 2020 | Annulé en raison de Covid-19, |                 |                                    |
| 2021 | Annulé en raison de Covid-19, |                 |                                    |
| 2022 | 1852                          |                 |                                    |

En 1976, la Coupe d'Oslo de handball a été organisée à la place de la Norway Cup. Les éditions 2020 et 2021 ont été annulées en raison de la pandémie de coronavirus.